# Мисс Американа
«Мисс Америка́на» (англ. Miss Americana) — американский документальный фильм, снятый режиссёром-документалистом Ланой Уилсон, рассказывающий о жизни американской певицы Тейлор Свифт на протяжении нескольких лет. Премьера фильма состоялась в некоторых кинотеатрах и Netflix 31 января 2020 года. Фильм описан как честный и эмоционально откровенный взгляд на Тейлор Свифт в переходный момент её жизни, когда она принимает себя не только как автора песен и певицу, но и женщину, которая может использовать всю мощь своего голоса.
Тейлор Свифт и Джоэл Литтл записали и спродюсировали песню «Only The Young», выпущенную в качестве саундтрека к документальной картине при лейбле Republic Records. Песня поднимает вопросы насилия с применением оружия и массовых расстрелов в учебных заведениях.
Дебют Мисс Американа состоялся на кинофестивале Сандэнс 23 января 2020 года и получил признание от критиков, которые отметили уязвимость и интимность документального фильма. Он также стал самым высокорейтинговым документальным фильмом Netflix про исполнителя на портале IMDB.

## Описание
Мисс Американа — документальный фильм про Тейлор Свифт, рассказывающий о её карьере, личной жизни и политической деятельности. Это биографическая подборка интервью, воспоминаний, домашних видео, студийных кадров, концертных записей, видео, снятых на мобильный телефон, охватывающий ряд событий в жизни певицы, включая запись студийных альбомов Reputation и Lover, её преодоление дисморфофобии и расстройства пищевого поведения, диагностирование рака её матери, токсичность интернет-культуры, пристальное внимание СМИ к её личной жизни, судебный процесс по делу сексуального домогательства, а также её решение публично заявить о своих политических взглядах, включая поддержку ЛГБТ+ сообщества.

## В популярной культуре
В музыкальном видео на сингл «The Man» с мужским альтер эго Тейлор Свифт был плакат с документальным фильмом «Mr. Americana» про Тайлера Свифта, режиссёром которого выступил Ларри Уилсон.